# Cypha ziegleri
Cypha ziegleri är en skalbaggsart som först beskrevs av Leconte 1863.  Cypha ziegleri ingår i släktet Cypha och familjen kortvingar. Inga underarter finns listade i Catalogue of Life.